# Keith Larsen
Pour les articles homonymes, voir Larsen.
Keith Larsen (17 juin 1924 à Salt Lake City - 13 décembre 2006, Santa Barbara, Californie) est un acteur, réalisateur, producteur et scénariste américain.

## Biographie
À l'origine professeur de gymnastique, il orienta vite sa carrière vers le cinéma mais connut le succès en 1955 grâce à son rôle dans le feuilleton télévisé Aigle noir (Brave Eagle).
Il se marie en 1953 avec l'actrice Susan Cummings, dont il divorce en 1962.

## Filmographie
- 1952 : The Rose Bowl Story de William Beaudine, comme acteur
- 1952 : L'Escadrille de l'enfer (Flat Top) de Lesley Selander, comme acteur
- 1952 : Hiawatha de Kurt Neumann, comme acteur
- 1953 : La Loi du scalp (War Paint) de Lesley Selander, comme acteur
- 1953 : Les Tuniques rouges (Fort Vengeance) de Lesley Selander, comme acteur
- 1954 : Le Défi des flèches (Arrow in the Dust) de Lesley Selander, come acteur
- 1955 : Aigle noir (Brave Eagle), comme acteur
- 1958 : Northwest Passage (série télévisée) (en), comme acteur
- 1959 : Men Into Space (série télévisée) (en), comme acteur
- 1960 : The Aquanauts (série télévisée) (en), comme acteur
- 1960 : Tombstone Territory (série télévisée) (en), comme acteur
- 1960 : The Man and the Challenge (série télévisée) (en), comme acteur
- 1960 : Wichita Town (série télévisée) (en), comme acteur
- 1961 : The Roaring Twenties (série télévisée) (en), comme acteur
- 1966 : Women of the Prehistoric Planet (en), comme acteur
- 1968 : Mission Batangas, comme producteur, réalisateur et acteur
- 1970 : Night of the Witches, comme producteur, réalisateur, scénariste et acteur
- 1970 : Aru heishi no kake, comme réalisateur et acteur
- 1973 : Puma (The Trap on Cougar Mountain), comme producteur, réalisateur, scénariste et acteur
- 1974 : Run to the High Country, comme réalisateur et acteur
- 1977 : Whitewater Sam, comme producteur, réalisateur, scénariste et acteur
- 1979 : Young and Free, comme réalisateur et acteur